# Бентесікіма
Бентесікі́ма (або Бенфесікіма, дав.-гр. Βενθεσικύμη, ім'я означає «глибока хвиля») — персонаж давньогрецької міфології, дочка Посейдона і Амфітрити, сестра Тритона і Роди, дружина ефіопського царя Ендія. 
Їй на виховання Посейдон віддав свого сина Евмольпа, якого його мати Хіона кинула в море, щоб приховати від свого батька Борея свій зв'язок з Посейдоном. Коли Евмольп змужнів, Бентесікіма одружила його на одній зі своїх дочок, проте він покохав іншу її дочку, за що Бентесікіма прогнала його.
Можливо в неї був окрім дочок син Апхоніз.